# Alfonso Steele

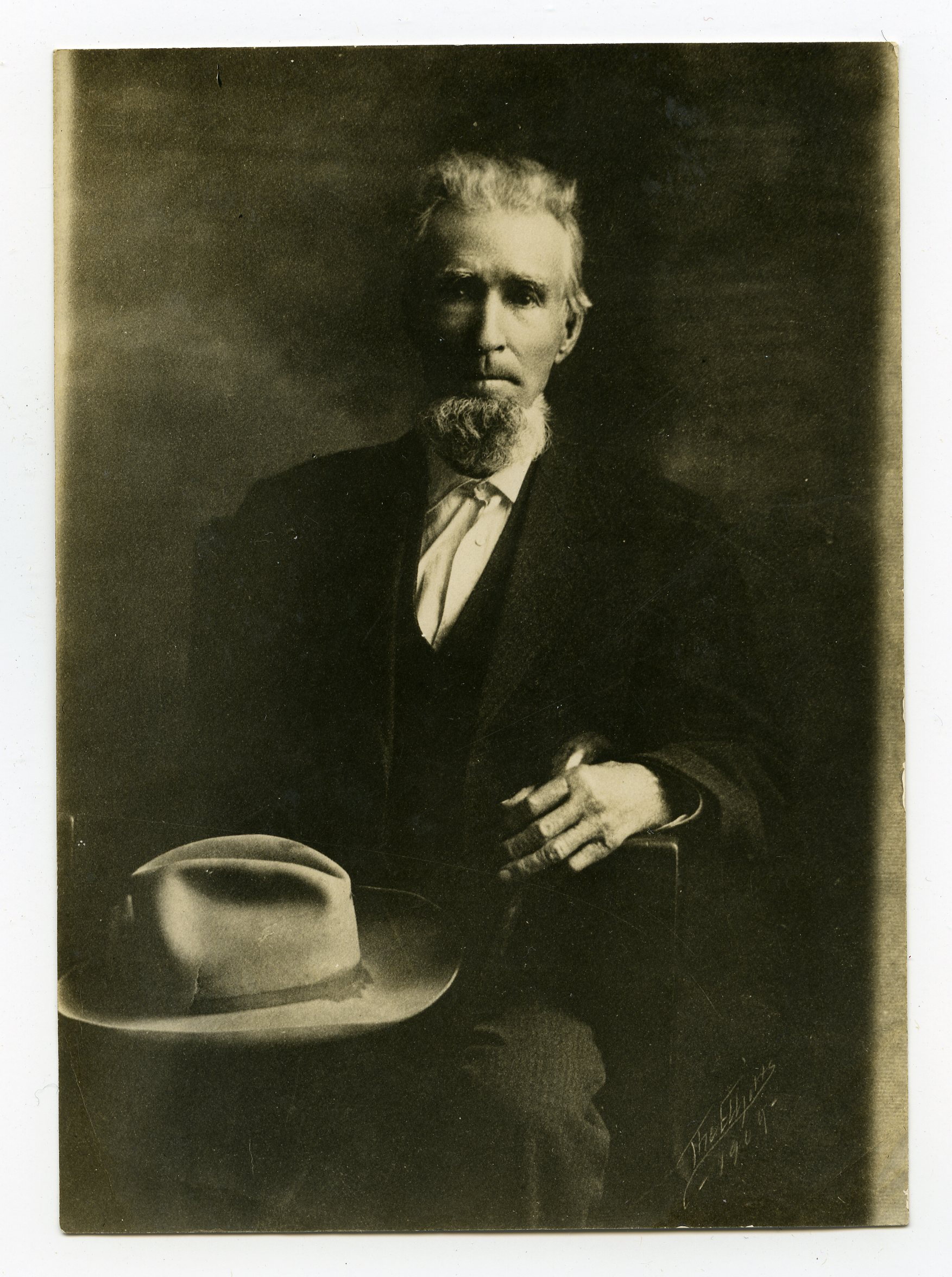
Alphonso Steele en 1909

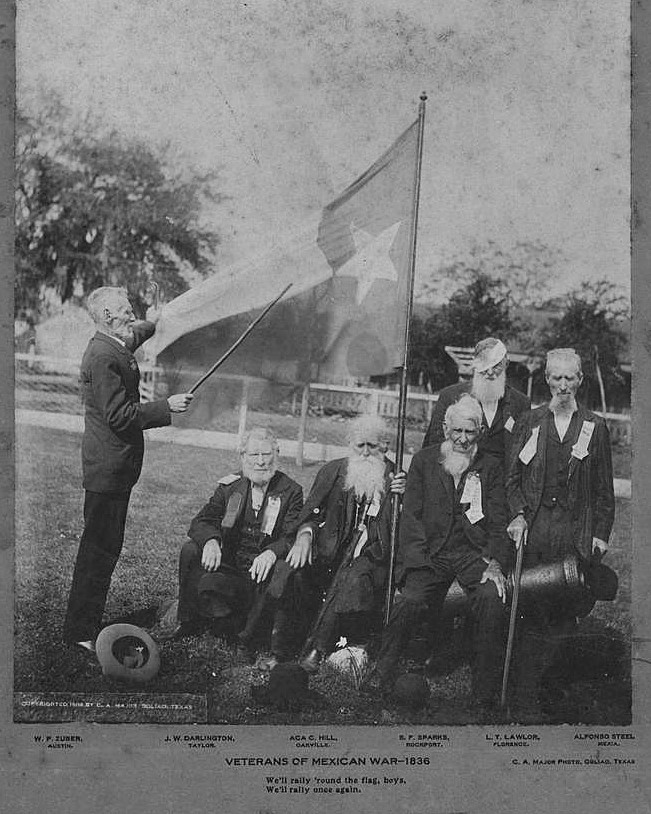
Última reunión de veteranos del Ejército de la República de Texas de 1836, celebrada el 21 de abril de 1906 en Goliad. L-R William Physick Zuber de Austin, John Washington Darlington de Taylor, Aca C. Hill de Oakville, Stephen Franklin Sparks de Rockport, L. T. Lawlor de Florencia, y Alfonso Steele de Mexia

Alfonso Parcutt Steele (9 de abril de 1817 - 8 de julio de 1911) fue uno de los últimos supervivientes de la Batalla de San Jacinto durante la Revolución de Texas, y el segundo sobreviviente del Ejército de Sam Houston.

## Vida
Steele nació en 1817 de Stephen Parcutt Steele y Susannah McCarty Steele, una familia pionera en el condado de Hardin, Kentucky. Su abuelo, Thomas Steele, natural de Dublín, había servido en la goleta "General Putnam" en defensa de Nueva York durante la Guerra Revolucionaria y se había establecido en Kentucky con su familia en 1798. A los diecisiete años, Steele viajó a La provincia de Louisiana, donde se unió a los voluntarios del capitán Ephraim Daggett con destino a Texas en 1835. Al llegar el día de Año Nuevo de 1836 a Washington-on-Brazos, descubrió que Texas aún no había declarado su independencia de México. Trabajó en un hotel local y en un asador frente a lo que más tarde se llamaría "Independence Hall" y sirvió a los firmantes de la Declaración de Independencia de Texas. Después de la declaración de independencia, se unió a una compañía que marchó hacia el Álamo, que estaba sitiado, para ayudar en la defensa del Álamo, el Coronel William B. Travis, y sus defensores. Mientras cruzaban el río Colorado y recibían la noticia de que el Álamo había caído, Steele y el grupo se unieron al ejército de Houston.

### Carrera Militar
El 28 de septiembre de 1838, se casó con Mary Ann Powell. Mary Ann Powell y su familia llegaron a Texas en un vagón cubierto con sus primos, las familias Berryman y Parker. La familia Parker estableció Fort Parker cerca de Mexia, Texas, donde en 1836 varios miembros de la familia fueron masacrados o secuestrados por una banda de comanches, incluyendo a Cynthia Ann Parker. Alphonso y Mary Ann Powell más tarde se mudaron a una parte del condado de Robertson que se convirtió en parte del condado de Limestone. Tuvieron varios hijos, uno de los cuales fue Hampton Steele, quien escribió un boceto de la historia temprana del condado de Limestone, donde vivió. Hampton y su hermano, Alvarado "Rado" Steele, quien sirvió en Texas durante la Guerra Civil, fueron los únicos sobrevivientes de las primeras familias que ahora están en el condado. El segundo hijo de Steele, Alonzo, sirvió en Texas como oficial del ejército durante la Guerra Civil Americana y después de la conclusión de la guerra sirvió como Comandante de Vida de los Veteranos de la Confederación Unida Trans-Mississippi. Alonzo Steele heredó la liga de tierras pagada a Alphonso Steele por sus servicios durante la revolución. La tierra todavía es propiedad de varios descendientes directos que viven en el norte de Texas. Los descendientes de Alphonso P. y Mary Ann Powell Steele continúan reuniéndose anualmente el primer sábado de octubre y el último sábado de abril en el Sitio Histórico Estatal Confederado Reunion Grounds, en Mexia, TX.

## Servicio comunitario y muerte
Steele era masón y sirvió en la Asociación de Veteranos de San Jacinto. Fue honrado en 1909 por la Trigésima Primera Legislatura de Texas como uno de los dos últimos sobrevivientes vivos de la Batalla de San Jacinto y fue invitado a hablar en el Senado de Texas. Dos años después, el 8 de julio de 1911, murió a la edad de 94 años. Está enterrado en el cementerio de la ciudad de Mexia. A su muerte, William Physick Zuber se convirtió en el último superviviente de la Batalla de San Jacinto. Zuber murió el 22 de septiembre de 1913, y está enterrado en el Cementerio Estatal de Austin.
Un retrato de tamaño natural de Steele cuelga delante de la cámara del Senado, a la derecha del estrado, en el Capitolio del Estado de Texas en Austin. Había un parque en la carretera dedicado en su honor en el condado de Limestone. El parque en cuestión ya no es mantenido por el Estado. El Departamento de Carreteras de Texas (ahora Departamento de Transporte de Texas) vendió esa propiedad. La escritura de transferencia fue registrada el 6 de marzo de 1964.